# Asztali víztisztító
Asztali víztisztítónak nevezik azokat a berendezéseket, amelyek a vezetékes csapvíz tisztítására szolgálnak. Elnevezése onnan adódik, hogy konyhapultra állítható, nem pedig beépíthető verzió. Általában egy szűrőházas készülékek, de megtalálhatóak kettő, illetve három szűrőházasak is a boltokban. Ilyen vízszűrőknél leginkább aktívszenet és polipropilént alkalmaznak az ivóvíz kezelésére.
Szűrőközegek feladata:
- Polipropilén (általában 5 mikronos): homok, rozsda és más lebegő szennyeződések eltávolítása.
- Aktívszén: (általában kókuszdióhéj alapú és szemcsés szerkezetű): klór és vegyületeinek megkötése.

Az asztali víztisztítók felszerelése szakértelmet nem igényel. Csak a konyhai csaptelep végén található perlátort kell lecsavarni, majd helyette a vízszűrő útváltó csapját visszacsavarni.